# Municipio de Dover (Kansas)
El municipio de Dover (en inglés: Dover Township) es un municipio ubicado en el condado de Shawnee en el estado estadounidense de Kansas. En el año 2010 tenía una población de 1524 habitantes y una densidad poblacional de 10,33 personas por km².

## Geografía
El municipio de Dover se encuentra ubicado en las coordenadas 39°1′33″N 95°54′00″O / 39.02583, -95.90000. Según la Oficina del Censo de los Estados Unidos, el municipio tiene una superficie total de 147.55 km², de la cual 144,3 km² corresponden a tierra firme y (2,2 %) 3,25 km² es agua.

## Demografía
Según el censo de 2010, había 1524 personas residiendo en el municipio de Dover. La densidad de población era de 10,33 hab./km². De los 1524 habitantes, el municipio de Dover estaba compuesto por el 96 % blancos, el 1,18 % eran afroamericanos, el 0,66 % eran amerindios, el 0,39 % eran asiáticos, el 0,07 % eran de otras razas y el 1,71 % eran de una mezcla de razas. Del total de la población el 2,03 % eran hispanos o latinos de cualquier raza.